# Martyna Bielawska
Martyna Bielawska (ur. 15 listopada 1990) – polska lekkoatletka specjalizująca się w skoku w dal, trójskoku i skoku wzwyż.

## Kariera
W początkowym okresie kariery startowała także w skoku wzwyż – w tej konkurencji odpadła w eliminacjach mistrzostw świata juniorów w Bydgoszczy (2008) oraz była szósta podczas mistrzostw Europy juniorów w Nowym Sadzie (2009). W rywalizacji skoczkiń w dal zajęła odległe miejsce na mistrzostwach świata juniorów młodszych w 2007 oraz była ósma na mistrzostwach Starego Kontynentu juniorów w 2009. Uczestniczka młodzieżowych mistrzostw Europy w 2011 – w skoku w dal odpadła w eliminacjach, a w trójskoku była dziesiąta.
Medalistka mistrzostw Polski seniorów ma w dorobku cztery brązowe medale w trójskoku (Bydgoszcz 2011, Toruń 2013, Szczecin 2014 i Kraków 2015). Zdobyła dotychczas dwa medale halowych mistrzostw Polski seniorów (srebrny w trójskoku w 2011 oraz brązowy w tej samej konkurencji w 2012). Stawała na podium mistrzostw Polski do lat 23.
Na przełomie 2014 i 2015 testy antydopingowe przeprowadzone poza zawodami wykazały stosowanie przez Bielawską niedozwolonych środków, za co udzielono jej publicznego ostrzeżenia.
Rekordy życiowe: skok wzwyż – 1,90 (3 lipca 2009, Słupsk); skok w dal – 6,24 (13 czerwca 2010, Lublin); trójskok – 13,97 (3 lipca 2011, Gdańsk).